# Mads Østberg

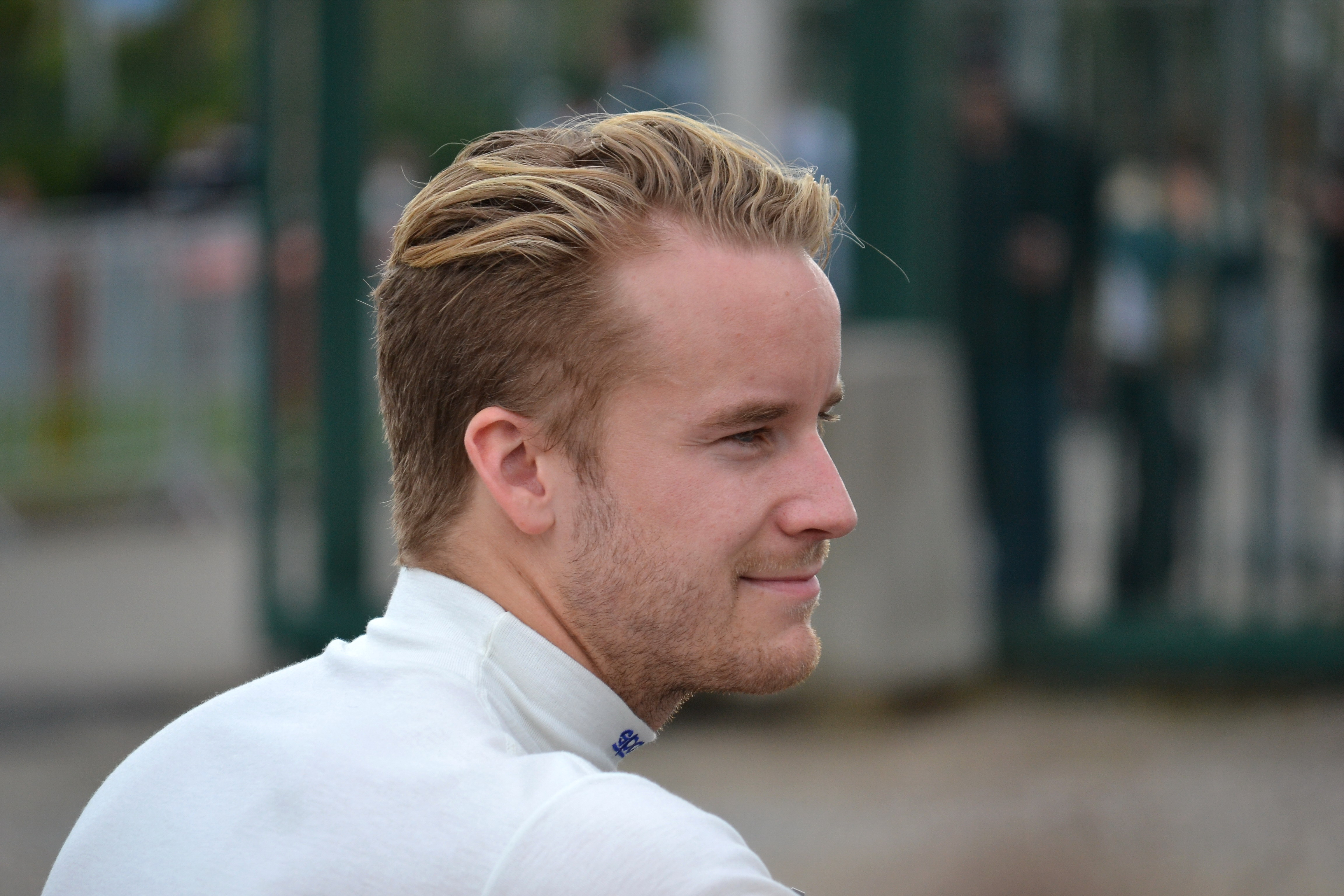
2013-ban a Francia-ralin

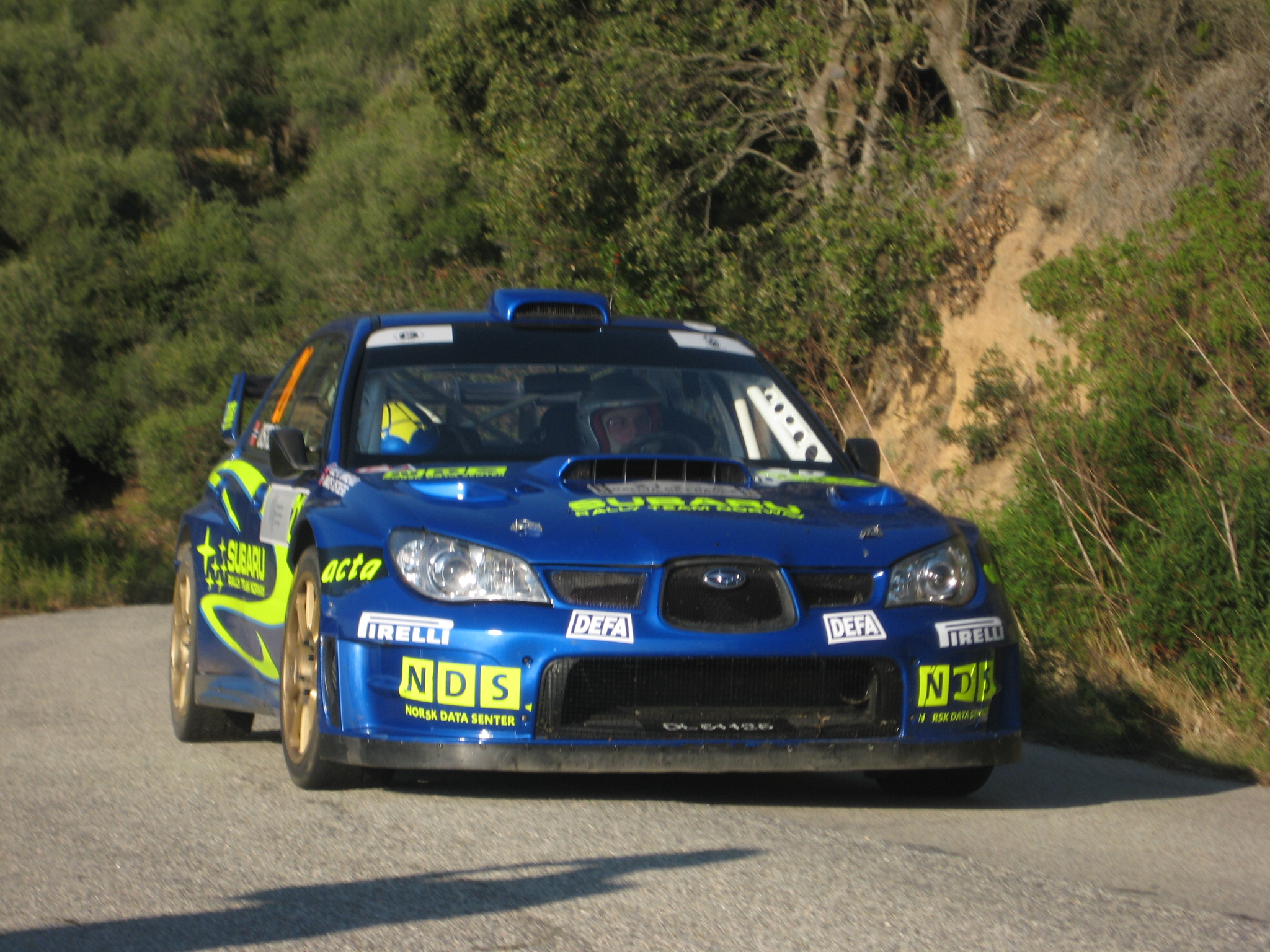
2008-ban a Korzika-ralin

Mads Østberg (Fredrikstad, 1987. október 11. –) norvég raliversenyző.

## Pályafutása
13 éves korában vett részt első rali-versenyen, ekkor még édesapja navigátoraként. 2004-ben lett versenyző, 2007-ben és 2008-ban megnyerte a Norvég ralibajnokságot.

### Rali-világbajnokság
A 2006-os Svéd ralin debütált a világbajnokság mezőnyében. 2006-ban összesen három világbajnoki versenyen vett részt, legjobb helyezése egy Walesben elért huszonharmadik hely volt. A 2007-es világbajnokság hat futamán állt rajthoz. A hat alkalomból négyszer ért célba, és a Finn ralin elért nyolcadik helyezésével megszerezte pályafutása első világbajnoki pontját. 2008-ban szintén hat versenyen vett részt, pontot azonban nem sikerült szereznie. A 2009-es szezonban hét futam után, hét gyűjtött pontjával a bajnokság tizenegyedik helyén áll.